# Hugo Heredia
Hugo Heredia (* 1. September 1935 in San Francisco; † 4. Oktober 2019 in Stradella) war ein argentinischer Jazzmusiker (Tenorsaxophon, Flöte, Komposition).

## Leben und Wirken
Heredia begann Ende der 1950er-Jahre in der Jazzszene von Buenos Aires zu arbeiten; erste Aufnahmen entstanden mit Eddie Pequenino y Sus Rockers. In den 1960er-Jahren verließ er seine Heimat Argentinien in Richtung Italien; dort spielte er u. a. im Orchester von Bob Azzam, mit dem er 1967 auch international auf Tournee ging, und dem Crazy Colours Orchestra. Aufnahmen entstanden in Mailand auch mit Giorgio Buratti, Sante Palumbo und Bruce Johnson, 1974 in Zürich (für den Sender Radio Studio Zürich) mit dem Jazz Live Trio, das aus Klaus Koenig, Peter Frei und Peter Schmidlin bestand („El Gringo“). Mit ihnen nahm er im selben Jahr auch sein Debütalbum Pedro y Antonia auf. Letztere beide waren auch an Heredias zweiten Album Mananita Pampera beteiligt, das in den Bauer Studios in Ludwigsburg eingespielt wurde (mit Horace Parlan, Piano und Ivanir Mandrake do Nascimento, Perkussion). Heredia trat 1976 mit seiner Gruppe auch in Deutschland auf; zu hören mit „Latin Exploration“ auf der 8-CD-Box New Jazz Festival Balver Höhle (New Jazz 1976 & 1977). In der WDR-Nachtmusik war er zudem mit Mal Waldron zu hören.
In Italien arbeitete Heredia weiterhin mit Guido Mazzon, dem Oscar Rocchi Quintet, dem Orchestra Sinfonica di Milano, Dino Betti van der Noot, Astor Piazzolla und Alberto Rota. Außerdem legte er unter dem Pseudonym Hugo Sesto die Single „Emmanuelle“ (Ariston) vor, mit Filmmusik aus dem gleichnamigen Erotikfilm von 1974. Eine weitere Single Heredias war die am Bossa Nova orientierte Nummer „Encantado“, Erkennungsmelodie der TV-Sendung Una storia quasi vera. In den 1980er-Jahren arbeitete er u. a. auch mit John Abercrombie, Enrico Rava, Guido Manusardi, Franco Cerri/Enrico Intra, Fabio Jegher und Franco Ambrosetti. Im Bereich des Jazz war er laut Tom Lord zwischen 1958 und 1995 an 25 Aufnahmesessions beteiligt, zuletzt bei Franco Cerris Album From Milan to Brussels.
Nachdem Heredias zweites Album Mananita Pampera erstmals in den 1970er-Jahren auf einem obskuren französischen Label erschienen war, wurde die LP in Londoner Clubs wiederentdeckt und 2019 bei Jazz Room Records als Download wiederveröffentlicht. In seiner Musik verschmilzt er afrokubanische Musiktradition mit europäischen und amerikanischen Jazzstilen. „Jedes Stück ist ein intensiver und rhythmischer Export eines erstaunlichen Multiinstrumentalisten. Für mich ist dies genau die richtige Mischung aus lateinamerikanischen Rhythmen und Jazz-Power“, schrieb Chip Wickham.

## Diskographische Hinweise
- Carlo Cordara & Hugo Heredia: Battuta d'arresto (EP, 1973)
- Mananita Pampera (Côte d’Azur, 1975)
- Victor Bacchetta & Hugo Heredia: Fire Flight (Ariston, 1976)
- Bruce Johnson, John Abercrombie, Enrico Rava, Chip White, Hugo Heredia, Bonnie Brown: Sea Serpent (Dire, 1980)
- Guido Manusardi, Hugo Heredia: Children Dance (Dire, 1986)
- Franco Ambrosetti, Eddie Daniels, Hugo Heredia, Ferdinand Povel, Leszek Zadlo, Sahib Shihab with the Jazz Live Trio: Euro-American Fusions